# آفتاب‌پرست پرشاخه
آفتاب‌پرست پرشاخه (نام علمی: Heliotropium ramosissimum) نام یک گونه از سردهٔ آفتاب‌پرست است. سردهٔ آفتاب‌پرست در ایران ۴۷ گونهٔ علفی یک ساله و چند ساله دارد که در سراسر ایران پراکنده‌اند. آفتاب‌پرست پرشاخه یکی از ۴۷ گونهٔ موجود در ایران است.

## نگارخانه

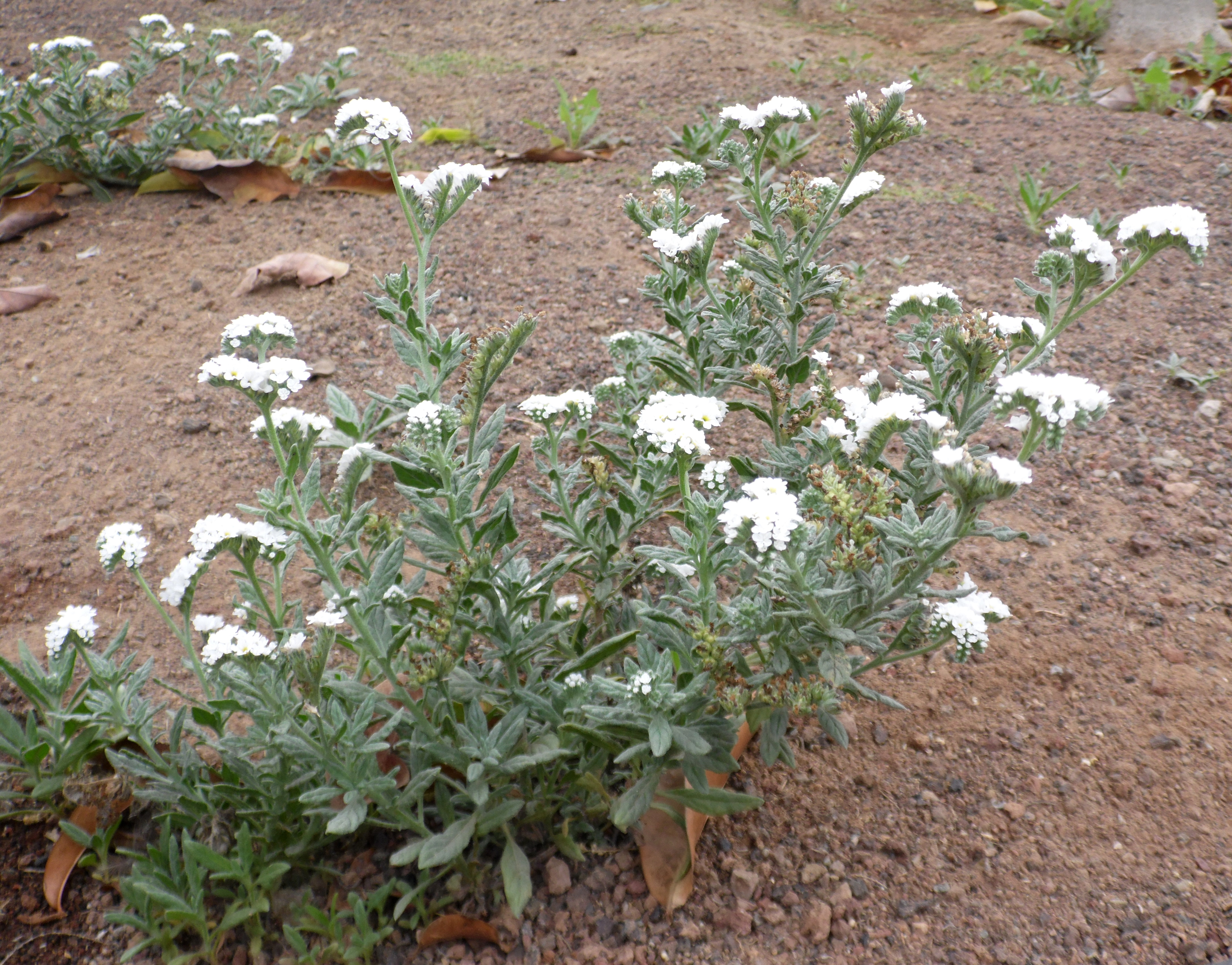
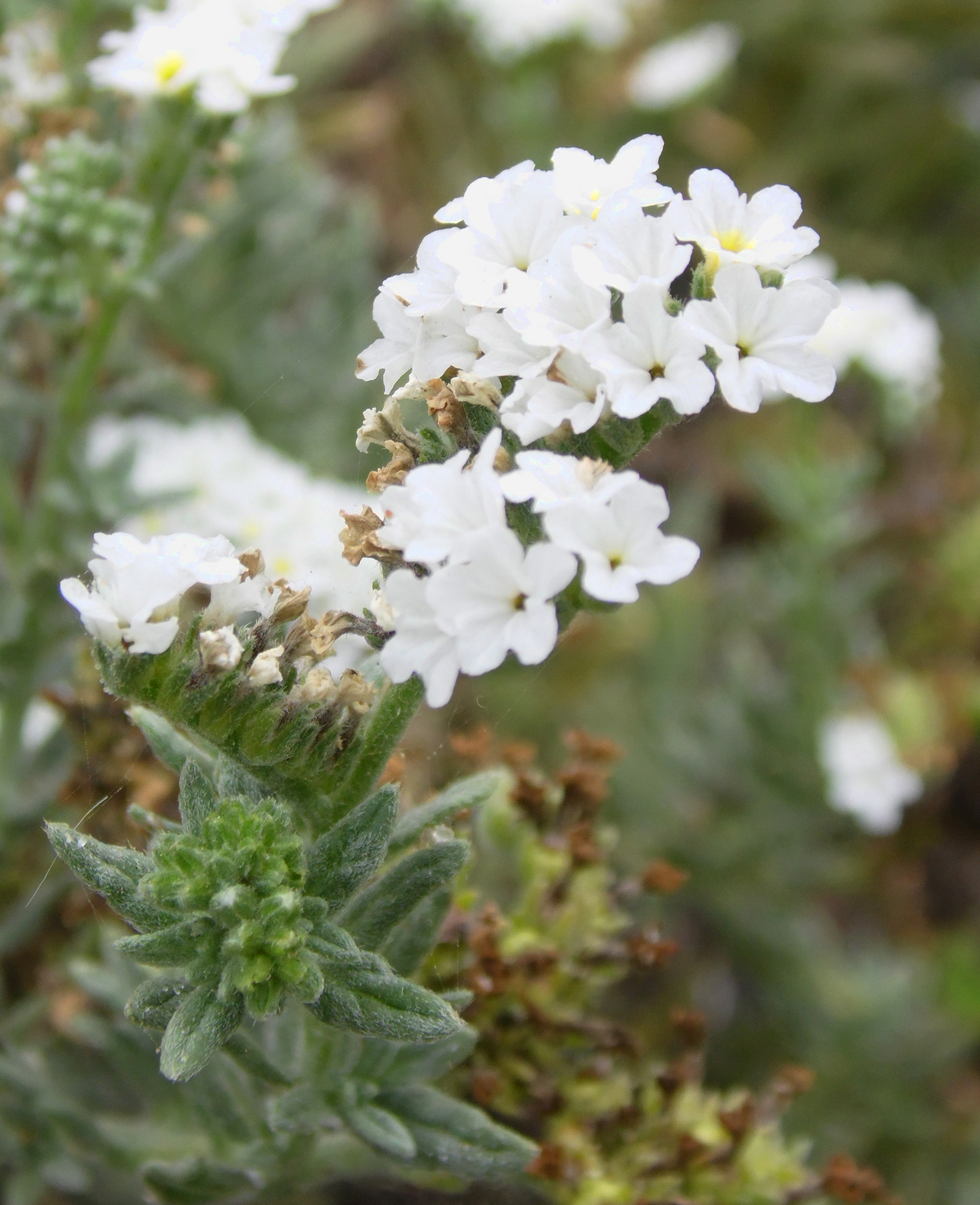
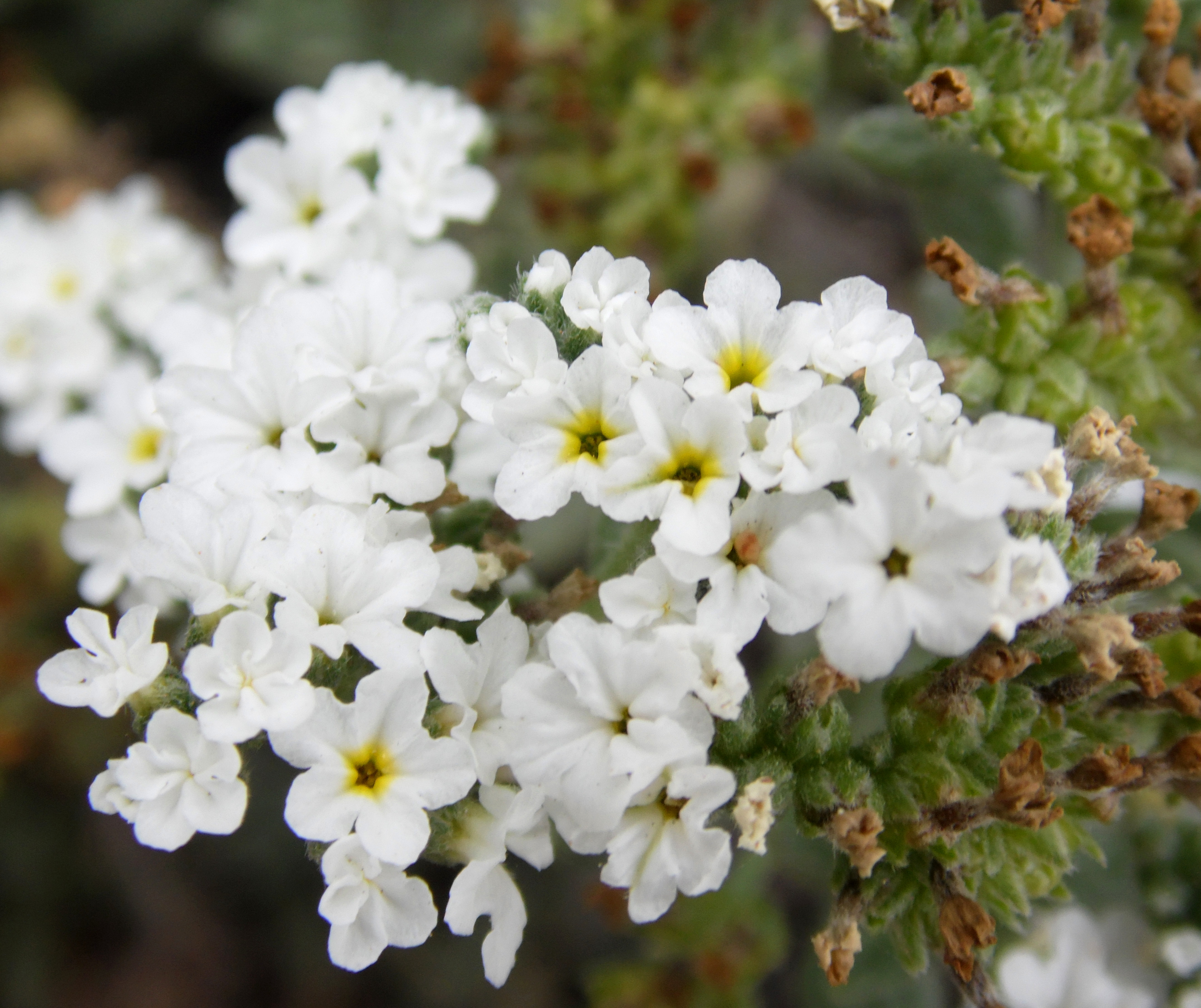
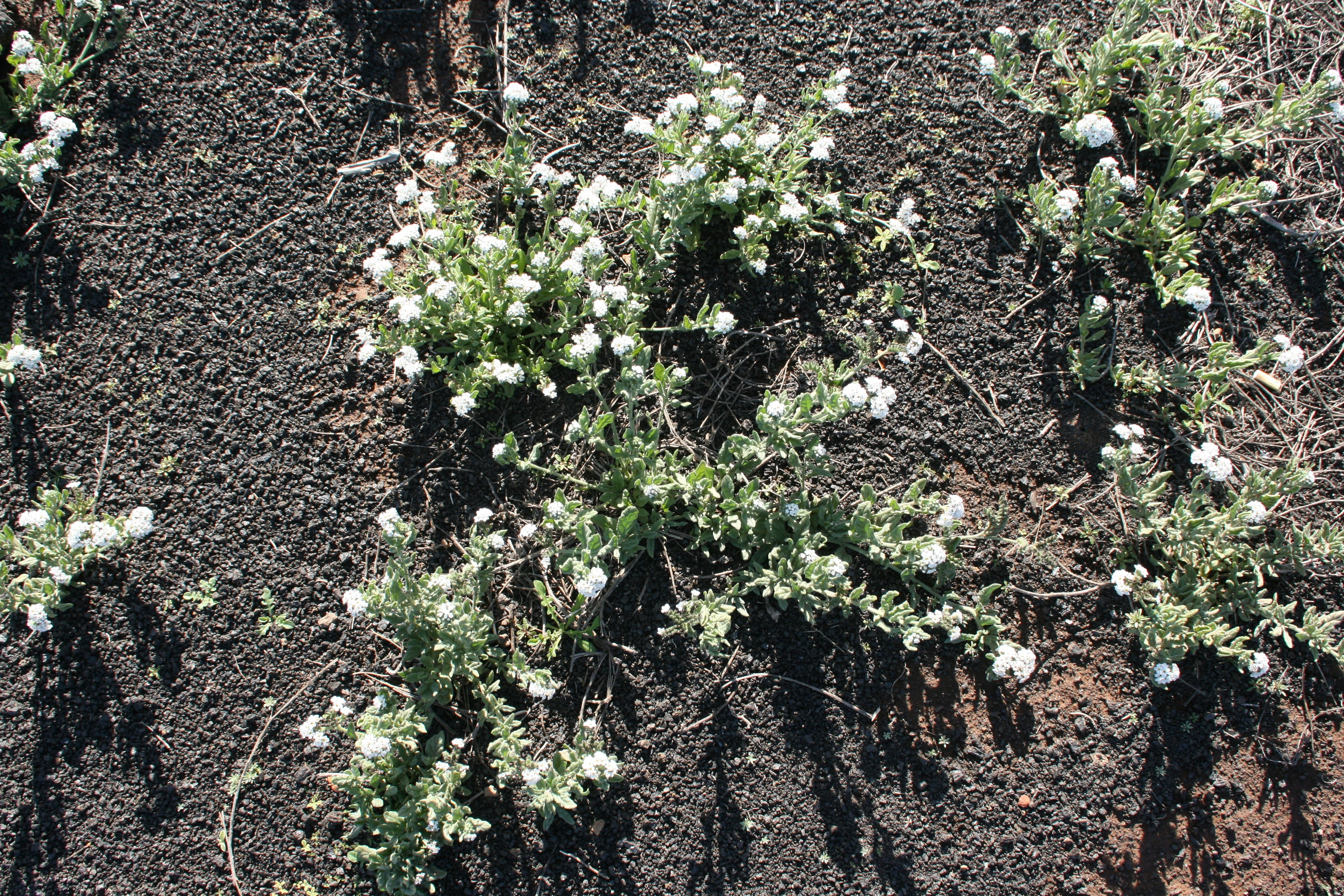